# 戴淵
戴淵（271年—322年），一名儼，字若思，廣陵（今江蘇揚州）人。兩晉時期官員，在東晉官至征西將軍。王敦之亂時因王敦忌憚其名氣而遭殺害。

## 生平
戴淵有風儀，性閑爽，少好游俠，不拘細行。常在長江、淮河一帶打劫商旅輜重。一次恰好遇到前往洛陽的陸機，戴淵見陸機船裝甚盛，於是與同黨劫掠陸機。陸機見戴淵在岸上指揮同黨行劫，知道戴淵才能非凡，於是在船屋上向戴淵高呼：「卿才器如此，乃復作劫耶？」戴淵聽了有所感晤，淚流滿面，不再行劫，並與陸機與他結交，陸機亦十分欣賞戴淵。後戴淵獲舉孝廉，入洛陽，陸機推薦戴淵於趙王司馬倫。司馬倫於是任命他為沁水縣令，後升為東海王司馬越的軍諮祭酒，後出任豫章太守，領義軍都督。後因討伐盜賊有功而封秣陵侯，後遷治書侍御史、驃騎司馬，拜散騎侍郎。
後來戴淵獲仍是琅邪王的晉元帝司馬睿召為鎮東右司馬。建興三年（315年），司馬睿加戴淵前將軍，準備征討杜弢，但未起行杜弢就敗死。建興四年（316年）晉愍帝被劉曜所擄後，司馬睿改封稱晉王，戴淵轉任尚書。東晉建立後，戴淵先後獲任命為中護軍和護軍將軍、尚書僕射，但戴淵都辭讓不任。
晉元帝為了壓迎當時龐大的琅琊王氏的勢力，推行以法御下的方針，並提拔劉隗和刁協等人抗衡士族，疏遠王導等王氏人物；行動都令到手握重兵的江州牧王敦十分不滿。晉元帝為了防備王敦，在太興四年（321年）派劉隗出鎮淮陰同時，又任命戴淵為征西將軍、都督司兗豫冀雍并六州諸軍事、司州刺史、假節，加散騎常侍。更派一千名投職的王官為軍吏，調一萬名揚州百姓家奴為兵，散騎常侍王遐為軍司，出鎮合肥。元帝更親臨戴淵軍營，勞勉將士，置酒賦詩。但同時鎮西將軍祖逖知道朝廷以戴淵為征西將軍，並都督其管轄的豫州，認為是對北伐的制肘，當年就因憂憤而患病逝世。
永昌元年（322年）戴淵到合肥，但王敦此時以誅劉隗為名發動叛亂，舉兵進攻建康。元帝於是下詔召回戴淵入衛建康，並進位驃騎將軍。戴淵後與右衛將軍郭逸在大桁北方夾道築壘防備王敦。王敦及後因石頭城（今江蘇南京清涼山）守將周札自開城門，得以進入石頭城；元帝即命戴淵與王導、劉隗等領兵進攻石頭城，但都被王敦擊敗。及後王敦參軍呂猗因為昔日戴淵以他奸邪諂媚而討厭他的舊恨，向王敦以周顗和戴淵都極有名氣，可以帶動群眾因由，建議王敦除去二人以絕後患。而王敦向來亦十分忌憚二人的名氣，於是同年即命人收捕戴淵和周顗，並押往石頭城南門外處決，享年五十二歲。戴淵之死，令當時眾人都十分痛惜。
王敦之亂於太寧二年（324年）被平定後，戴淵獲追贈右光祿大夫、儀同三司。諡曰簡侯。

## 家庭

### 祖父
- 戴烈，東吳左將軍。

### 父親
- 戴昌，會稽太守。

### 兄弟
- 戴邈，精通《史記》和《漢書》，學問更勝戴淵。在東晉官至尚書僕射。

### 子輩
- 戴謐，戴邈子，歷任義興太守、大司農。

## 評論
- 《晉書》史臣曰：「若思閑爽，照理研幽。伯仁凝正，處腴能約。咸以高才雅道，參豫疇咨。及京室淪胥，抗言無撓，甘赴鼎而全操，蓋事君，而盡節者歟！」
- 《晉書》贊曰：「周戴英爽，忠謨允塞。道屬屯蒙，禍罹兇慝。」
- 王導：「刁玄亮之察察，戴若思之巖巖，卞望之之峯距。」[5]
- 陸機：「清沖履道，德量允塞；思理足以研幽，才鑒足以辯物；安窮樂志，無風塵之慕，砥節立行，有井渫之潔；誠東南之遺寶，宰朝之奇璞也。」[6]

## 延伸阅读
[在维基数据编辑]
 《晉書/卷069》，出自房玄齡《晉書》